# Marco Lazzara
Marco Lazzara (Livorno, 1962) è un contraltista italiano.

## Biografia
Si è diplomato in pianoforte, organo e composizione organistica, clavicembalo e canto. Si è perfezionato all'Accademia musicale Chigiana di Siena.
Ha fatto il suo debutto nel 1989. Lazzara si è esibito in a recital e melodrammi nei maggiori teatri tra cui al Gran Teatre del Liceu, al Wiener Staatsoper, al Covent Garden, alla Carnegie Hall ed altri. È stato interprete di molte prime esecuzioni di compositori come Manzoni, Vacchi, Corghi, Guarnieri, Kancheli. Ha registrato inoltre alcuni recital per la BBC. Di particolare rilievo la sua partecipazione nel ruolo di Edgar alla prima rappresentazione italiana (Torino, 2001) dell'opera Lear di Aribert Reimann.
Ha inciso la colonna sonora del film Il mestiere delle armi di Ermanno Olmi. Lazzara ha inciso per etichette discografiche come Bongiovanni, Opera Rara, Nuova Era, Arts, Ricordi, Dynamic e Forlane.

## Discografia
- Alessandro Scarlatti: La Giuditta - Marco Lazzara (contraltista), Mario Nuvoli (soprano), Rosita Frisani (soprano): Bongiovanni  (1997)
- Antonio Vivaldi: Cantatas – Marco Lazzara (contraltista), Orchestra da Camera di Genova, Antonio Plotino (conduttore). Etichetta discografica: Dynamic (1998)
- Vincenzo Bellini: Arias – Marco Lazzara (contraltista), Angela Castellarin (piano). Etichetta discografica: Dynamic (2000)
- Simone Mayr: Ginevra di Scozia – Elisabeth Vidal (soprano); Daniela Barcellona (mezzo-soprano); Antonio Siragusa (tenore); Luca Grassi (baritono); Giuseppina Piunti (soprano); Marco Lazzara (contraltista); Orchestra del Teatro Verdi di Trieste; Tiziano Severini (conduttore). Etichetta discografica: Opera Rara Records
- Alessandro Scarlatti: Abramo, il tuo sembiante – Marco Lazzara (contraltista); Giovanni Dagnino (basso); Silvia Piccollo (soprano); The Stradella Consort; Esteban Velardi (conduttore). Etichetta discografica: Nuova Era
- Duo d'amore (duetti con Rossini) – Marco Lazzara (contraltista); Annick Massis (soprano); Orchestra della Svizzera Italiana; Enrique Mazzola (conduttore). Etichetta discografica: Forlane
- Alessandro Stradella: Il barcheggio – Valentina Valente (soprano); Marco Lazzara (contraltista); Giovanni Dagnino (basso); Alessandro Stradella Consort; Estevan Velardi (conduttore) Etichetta discografica: Bongiovanni
- Stradella: Moro per amore –  Mark Beasley (tenore); Marco Lazzara (contraltista); Roberta Invernizzi (soprano); Riccardo Ristori (basso); Silvia Piccollo (soprano); Alessandro Stradella Consort; Estevan Velardi (conduttore). Etichetta discografica: Bongiovanni
- Stradella: Esule dalle sfere – Roberta Invernizzi (soprano); Marco Lazzara (contraltista); Riccardo Ristori (bass); Mario Nuvoli (tenore); Alessandro Stradella Consort; Estevan Velardi (conduttore). Etichetta discografica: Bongiovanni
- Nicola Porpora: Dorindo dormi ancor? – Rosita Frisani (soprano); Marco Lazzara (contraltista); Roberta Invernizzi (soprano); Alessandro Stradella Consort; Estevan Velardi (conduttore). Etichetta discografica: Bongiovanni (2008)
- Niccolò Piccinni: Salve Regina e Dixit Dominus – Maria Luigia Borsi (soprano);  Marco Lazzara (countertenor); Elena Cecchi Fedi (soprano); Gregory Bonfatti (tenore); Cappella S. Cecilia della Cattedrale di Lucca; Orchestra Città Lirica; Gianfranco Cosmi (conduttore). Etichetta discografica: Bongiovanni (2003)
- Fabio Vacchi: Luoghi immaginari – Marco Lazzara (contraltista); EnsembleMusica20; Guido Maria Guida, Mauro Bonifacio (conduttori). Etichetta discografica: Casa Ricordi (2007)
- Marco Lazzara: Arie da opere - Marco Lazzara (controtenore); Plotino Antonio (direttore). Etichetta discografia: Bongiovanni  (1996)